# Дженнаро Гаттузо
Дженнаро Гаттузо (італ. Gennaro Gattuso, нар. 9 січня 1978, Корильяно-Калабро) — італійський футбольний тренер і футболіст, опорний півзахисник.
Володар Кубка Італії. Дворазовий чемпіон Італії. Дворазовий володар Суперкубка Італії з футболу. Дворазовий переможець Ліги чемпіонів УЄФА. Дворазовий володар Суперкубка УЄФА. Клубний чемпіон світу. У складі збірної Італії — чемпіон світу.

## Клубна кар'єра
Вихованець футбольної школи клубу «Перуджа». Дорослу футбольну кар'єру розпочав 1995 року в основній команді того ж клубу, в якій провів два сезони, взявши участь лише у 10 матчах чемпіонату.
Своєю грою за цю команду привернув увагу представників тренерського штабу шотландського клубу «Рейнджерс», до складу якого 19-річний юнак приєднався 1997 року. Незважаючи на молодий вік, у складі «Рейнджерс» відразу став одним з гравців основного складу. Відіграв за команду з Глазго трохи більше одного сезону.
1998 року повернувся до Італії, уклавши контракт з клубом «Салернітана». Граючи у складі «Салернітани» також здебільшого виходив на поле в основному складі команди.
За рік, у 1999, увагу на молодого непоступливого півзахисника звернули представники «Мілана». Гравець швидко став ключовою фігурою у середній ланці міланської команди, кольори якої захищав понад 10 років.
За цей час виборов титул володаря Кубка Італії, ставав чемпіоном Італії, володарем Суперкубка Італії з футболу, переможцем Ліги чемпіонів УЄФА (двічі), володарем Суперкубка УЄФА (двічі), клубним чемпіоном світу. Загалом встиг відіграти за «россонері» 330 матчів в національному чемпіонаті.

## Виступи за збірні
1995 року дебютував у складі юнацької збірної Італії, взяв участь у 14 іграх на юнацькому рівні, відзначившись 3 забитими голами.
Протягом 1998—2000 років залучався до складу молодіжної збірної Італії. На молодіжному рівні зіграв у 21 офіційному матчі, забив 1 гол.
2000 року дебютував в офіційних матчах у складі національної збірної Італії. Наразі провів у формі головної команди країни 73 матчі, забивши 1 гол.
У складі збірної був учасником чемпіонату світу 2002 року в Японії і Південній Кореї, чемпіонату Європи 2004 року у Португалії, чемпіонату світу 2006 року у Німеччині, здобувши того року титул чемпіона світу, чемпіонату Європи 2008 року в Австрії та Швейцарії, а також чемпіонату світу 2010 року у ПАР.

## Тренерська кар'єра
Гаттузо був призначений ігровим тренером клубу «Сьйон» 25 лютого 2013 року. 27 лютого він здобув першу перемогу як тренер, обігравши «Лозанну» у кубку Швейцарії. 13 травня того ж року Дженнаро було звільнено.
19 червня 2013 року очолив «Палермо». 25 вересня Гаттузо звільнили, хоча він мав лише шість ігор у чемпіонаті.
5 червня 2014 року очолив грецький «ОФІ». 30 грудня 2014 у зв'язку з нестабільним фінансовим становищем клубу Гаттузо покинув «ОФІ».
Того ж року повернувся на батьківщину, де очолив тренерський штаб «Пізи» з третього дивізіону. По результатах першого ж сезону у клубі вивів його до Серії B.
У травні 2017 року отримав пропозицію повернутися до «Мілана», легендою якого був під час ігрової кар'єри. Працював з молодіжною командою клубу, а 27 листопада того ж року, після звільнення Вінченцо Монтелли, був призначений головним тренером основної команди.
У квітні 2018 року контракт Гаттузо було подовжено до 2021 року, проте вже по завершенні сезону 2018/19, за результатами якого «Мілан» учергове не зміг вибороти право участі у Лізі чемпіонів, фінішувавши у чемпіонаті лише п'ятим, Гаттузо залишив міланський клуб за згодою сторін.
11 грудня 2019 року був призначений головним тренером «Наполі», змінивши на цій посаді свого багаторічного наставника під час виступів у «Мілані» Карло Анчелотті.
З 1 липня 2022 по січень 2023 року був тренером іспанської Валенсії.
Надалі по сезону працював із клубами «Олімпік» (Марсель) та «Хайдук» (Спліт).
У червні 2025 року замість Лучано Спаллетті очолив тренерський штаб національної збірної Італії.
| Дата       | Місто          | Господарі            | Результат             | Гості                | Турнір                | Голи | Примітки       |
| ---------- | -------------- | -------------------- | --------------------- | -------------------- | --------------------- | ---- | -------------- |
| 23/02/2000 | Палермо        | Італія               | 1 – 0                 | Швеція               | товариський матч      | -    |                |
| 29/03/2000 | Барселона      | Іспанія              | 2 – 0                 | Італія               | товариський матч      | -    |                |
| 03/09/2000 | Будапешт       | Угорщина             | 2 – 2                 | Італія               | Відбір до ЧС 2002     | -    |                |
| 07/10/2000 | Мілан          | Італія               | 3 – 0                 | Румунія              | Відбір до ЧС 2002     | -    |                |
| 11/10/2000 | Анкона         | Італія               | 2 – 0                 | Грузія               | Відбір до ЧС 2002     | -    |                |
| 15/11/2000 | Турин          | Італія               | 1 – 0                 | Англія               | товариський матч      | 1    |                |
| 05/09/2001 | П'яченца       | Італія               | 1 – 0                 | Марокко              | товариський матч      | -    |                |
| 06/10/2001 | Парма          | Італія               | 1 – 0                 | Угорщина             | Відбір до ЧС 2002     | -    |                |
| 07/11/2001 | Сайтама        | Японія               | 1 – 1                 | Італія               | товариський матч      | -    |                |
| 13/02/2002 | Катанія        | Італія               | 1 – 0                 | США                  | товариський матч      | -    |                |
| 27/03/2002 | Лідс           | Англія               | 1 – 2                 | Італія               | товариський матч      | -    |                |
| 17/04/2002 | Мілан          | Італія               | 1 – 1                 | Уругвай              | товариський матч      | -    |                |
| 18/05/2002 | Прага          | Чехія                | 1 – 0                 | Італія               | товариський матч      | -    |                |
| 03/06/2002 | Саппоро        | Італія               | 2 – 0                 | Еквадор              | ЧС 2002 - 1-й етап    | -    |                |
| 18/06/2002 | Теджон         | Італія               | 1 – 2                 | Південна Корея       | ЧС 2002 - 1/8 фіналу  | -    |                |
| 21/08/2002 | Трієст         | Італія               | 0 – 1                 | Словенія             | товариський матч      | -    |                |
| 07/09/2002 | Баку           | Азербайджан          | 0 – 2                 | Італія               | Відбір до ЧЄ 2004     | -    |                |
| 12/10/2002 | Неаполь        | Італія               | 1 – 1                 | Сербія та Чорногорія | Відбір до ЧЄ 2004     | -    |                |
| 16/10/2002 | Кардіфф        | Уельс                | 2 – 1                 | Італія               | Відбір до ЧЄ 2004     | -    |                |
| 06/09/2003 | Мілан          | Італія               | 4 – 0                 | Уельс                | Відбір до ЧЄ 2004     | -    |                |
| 10/09/2003 | Белград        | Сербія та Чорногорія | 1 – 1                 | Італія               | Відбір до ЧЄ 2004     | -    |                |
| 11/10/2003 | Реджо-Калабрія | Італія               | 4 – 0                 | Азербайджан          | Відбір до ЧЄ 2004     | -    |                |
| 12/11/2003 | Варшава        | Польща               | 3 – 1                 | Італія               | товариський матч      | -    |                |
| 31/03/2004 | Брага          | Португалія           | 1 – 2                 | Італія               | товариський матч      | -    |                |
| 30/05/2004 | Туніс          | Туніс                | 0 – 4                 | Італія               | товариський матч      | -    |                |
| 14/06/2004 | Гімарайш       | Данія                | 0 – 0                 | Італія               | ЧЄ 2004 - 1-й етап    | -    |                |
| 18/06/2004 | Порту          | Італія               | 1 – 1                 | Швеція               | ЧЄ 2004 - 1-й етап    | -    |                |
| 18/08/2004 | Рейк'явік      | Ісландія             | 2 – 0                 | Італія               | товариський матч      | -    |                |
| 04/09/2004 | Палермо        | Італія               | 2 – 1                 | Норвегія             | Відбір до ЧС 2006     | -    |                |
| 08/09/2004 | Кишинів        | Молдова              | 0 – 1                 | Італія               | Відбір до ЧС 2006     | -    |                |
| 09/10/2004 | Цельє          | Словенія             | 1 – 0                 | Італія               | Відбір до ЧС 2006     | -    |                |
| 13/10/2004 | Парма          | Італія               | 4 – 3                 | Білорусь             | Відбір до ЧС 2006     | -    |                |
| 09/02/2005 | Кальярі        | Італія               | 2 – 0                 | Росія                | товариський матч      | -    |                |
| 26/03/2005 | Мілан          | Італія               | 2 – 0                 | Шотландія            | Відбір до ЧС 2006     | -    |                |
| 17/08/2005 | Дублін         | Ірландія             | 1 – 2                 | Італія               | товариський матч      | -    |                |
| 03/09/2005 | Глазго         | Шотландія            | 1 – 1                 | Італія               | Відбір до ЧС 2006     | -    |                |
| 07/09/2005 | Мінськ         | Білорусь             | 1 – 4                 | Італія               | Відбір до ЧС 2006     | -    |                |
| 08/10/2005 | Палермо        | Італія               | 1 – 0                 | Словенія             | Відбір до ЧС 2006     | -    |                |
| 12/11/2005 | Амстердам      | Нідерланди           | 1 – 3                 | Італія               | товариський матч      | -    |                |
| 16/11/2005 | Женева         | Італія               | 1 – 1                 | Кот-д'Івуар          | товариський матч      | -    |                |
| 31/05/2006 | Женева         | Швейцарія            | 1 – 1                 | Італія               | товариський матч      | -    |                |
| 17/06/2006 | Кайзерслаутерн | Італія               | 1 – 1                 | США                  | ЧС 2006 - 1-й етап    | -    |                |
| 22/06/2006 | Гамбург        | Чехія                | 0 – 2                 | Італія               | ЧС 2006 - 1-й етап    | -    |                |
| 26/06/2006 | Кайзерслаутерн | Італія               | 1 – 0                 | Австралія            | ЧС 2006 - 1/8 фіналу  | -    |                |
| 30/06/2006 | Гамбург        | Італія               | 3 – 0                 | Україна              | ЧС 2006 - чвертьфінал | -    |                |
| 04/07/2006 | Дортмунд       | Німеччина            | 0 – 2                 | Італія               | ЧС 2006 - півфінал    | -    |                |
| 09/07/2006 | Берлін         | Італія               | 1 – 1 д.ч. (5-3 п.п.) | Франція              | ЧС 2006 - Фінал       | -    | Чемпіони світу |
| 02/09/2006 | Неаполь        | Італія               | 1 – 1                 | Литва                | Відбір до ЧЄ 2008     | -    |                |
| 06/09/2006 | Париж          | Франція              | 3 – 1                 | Італія               | Відбір до ЧЄ 2008     | -    |                |
| 07/10/2006 | Рим            | Італія               | 2 – 0                 | Україна              | Відбір до ЧЄ 2008     | -    |                |
| 28/03/2007 | Барі           | Італія               | 2 – 0                 | Шотландія            | Відбір до ЧЄ 2008     | -    |                |
| 02/06/2007 | Торсгавн       | Фарерські острови    | 1 – 2                 | Італія               | Відбір до ЧЄ 2008     | -    |                |
| 06/06/2007 | Каунас         | Литва                | 0 – 2                 | Італія               | Відбір до ЧЄ 2008     | -    |                |
| 08/09/2007 | Мілан          | Італія               | 0 – 0                 | Франція              | Відбір до ЧЄ 2008     | -    |                |
| 13/10/2007 | Генуя          | Італія               | 2 – 0                 | Грузія               | Відбір до ЧЄ 2008     | -    |                |
| 17/11/2007 | Глазго         | Шотландія            | 1 – 2                 | Італія               | Відбір до ЧЄ 2008     | -    |                |
| 26/03/2008 | Ельче          | Іспанія              | 1 – 0                 | Італія               | товариський матч      | -    |                |
| 30/05/2008 | Флоренція      | Італія               | 3 – 1                 | Бельгія              | товариський матч      | -    |                |
| 09/06/2008 | Берн           | Нідерланди           | 3 – 0                 | Італія               | ЧЄ 2008 - 1-й етап    | -    |                |
| 17/06/2008 | Цюрих          | Франція              | 0 – 2                 | Італія               | ЧЄ 2008 - 1-й етап    | -    |                |
| 20/08/2008 | Ніцца          | Італія               | 2 – 2                 | Австрія              | товариський матч      | -    |                |
| 06/09/2008 | Ларнака        | Кіпр                 | 1 – 2                 | Італія               | Відбір до ЧС 2010     | -    |                |
| 11/10/2008 | Софія          | Болгарія             | 0 – 0                 | Італія               | Відбір до ЧС 2010     | -    |                |
| 15/10/2008 | Лечче          | Італія               | 2 – 1                 | Чорногорія           | Відбір до ЧС 2010     | -    |                |
| 19/11/2008 | Афіни          | Греція               | 1 – 1                 | Італія               | товариський матч      | -    |                |
| 06/06/2009 | Піза           | Італія               | 3 – 0                 | Північна Ірландія    | товариський матч      | -    |                |
| 10/06/2009 | Преторія       | Італія               | 4 – 3                 | Нова Зеландія        | товариський матч      | -    |                |
| 15/06/2009 | Преторія       | США                  | 1 – 3                 | Італія               | Кубок Конфедерацій    | -    |                |
| 18/06/2009 | Йоганнесбург   | Єгипет               | 1 – 0                 | Італія               | Кубок Конфедерацій    | -    |                |
| 14/10/2009 | Парма          | Італія               | 3 – 2                 | Кіпр                 | Відбір до ЧС 2010     | -    |                |
| 03/03/2010 | Монако         | Італія               | 0 – 0                 | Камерун              | товариський матч      | -    |                |
| 05/06/2010 | Женева         | Швейцарія            | 1 – 1                 | Італія               | товариський матч      | -    |                |
| 24/06/2010 | Йоганнесбург   | Словаччина           | 3 – 2                 | Італія               | ЧС 2010 - 1-й етап    | -    |                |
| Усього     |                | Матчів (15 місце)    | 73                    |                      | Голів                 | 1    |                |

## Титули і досягнення
Гравець
- Чемпіон Італії: 2003-04, 2010-11
- Володар кубка Італії: 2002-03
- Володар Суперкубка Італії: 2004, 2011
- Переможець Ліги чемпіонів УЄФА: 2002-03, 2006-07
- Володар Суперкубка УЄФА: 2003, 2007
- Клубний чемпіон світу: 2007
- Чемпіон світу: 2006
- Чемпіон Європи (U-21): 2000

Тренер
- Володар Кубка Італії: 2019-20